# Árabes dos pântanos

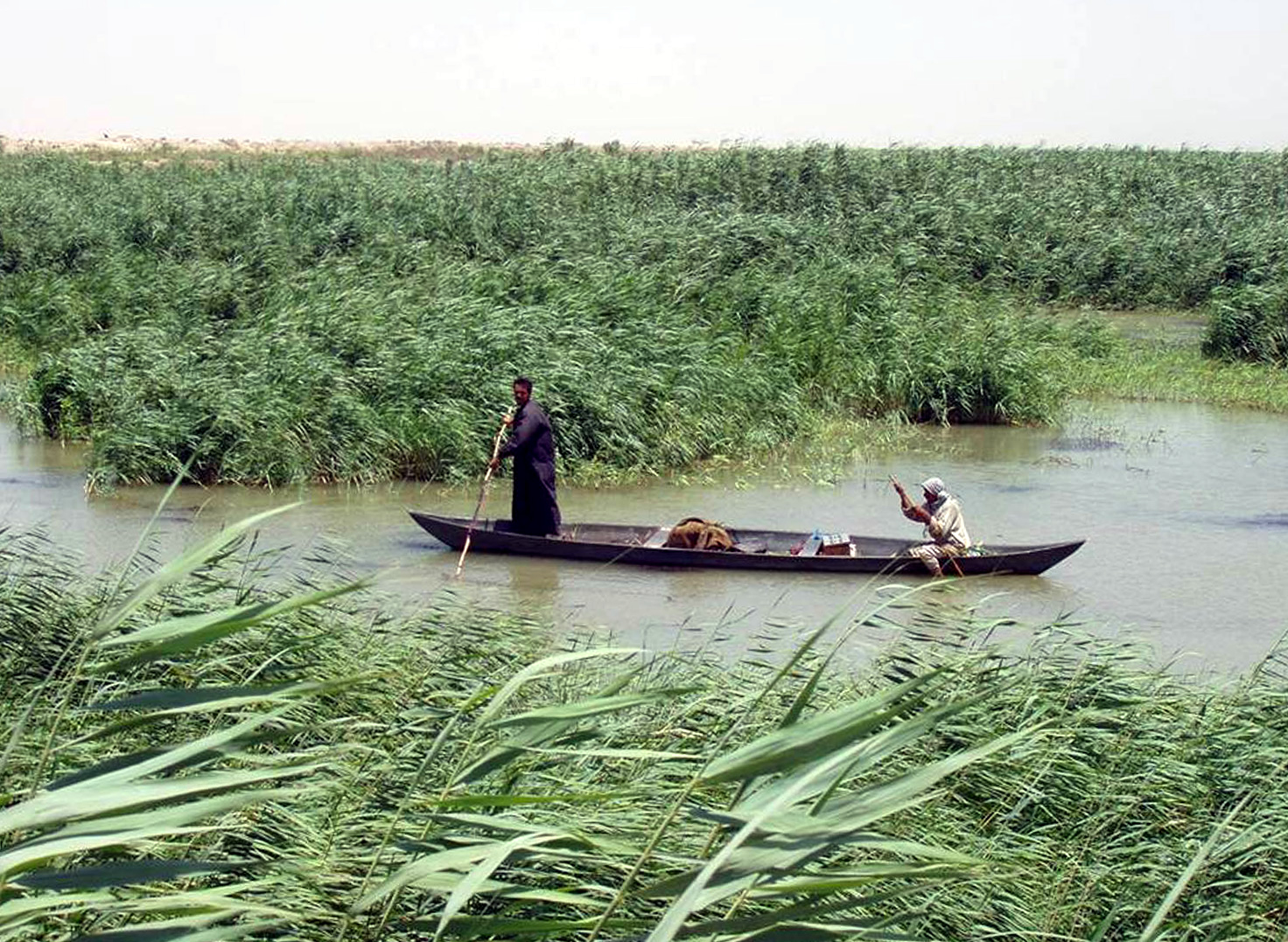
Um mashoof (barco) nos pântanos

Os árabes dos pântanos (em árabe: عرب الأهوار), também chamado Maadans ou Ma'dan (em árabe: معدان) são os habitantes da região dos grandes pântanos dos rios Tigre e Eufrates no sul do Iraque, a área onde situou-se, de acordo com a lenda, o Jardim do Éden bíblico.

Como evidenciado por baixos-relevos sumérios, os árabes dos pântanos vivem da mesma forma que 5000 anos atrás, em aldeias compostas de casas de canas espalhadas por vastos lagos.

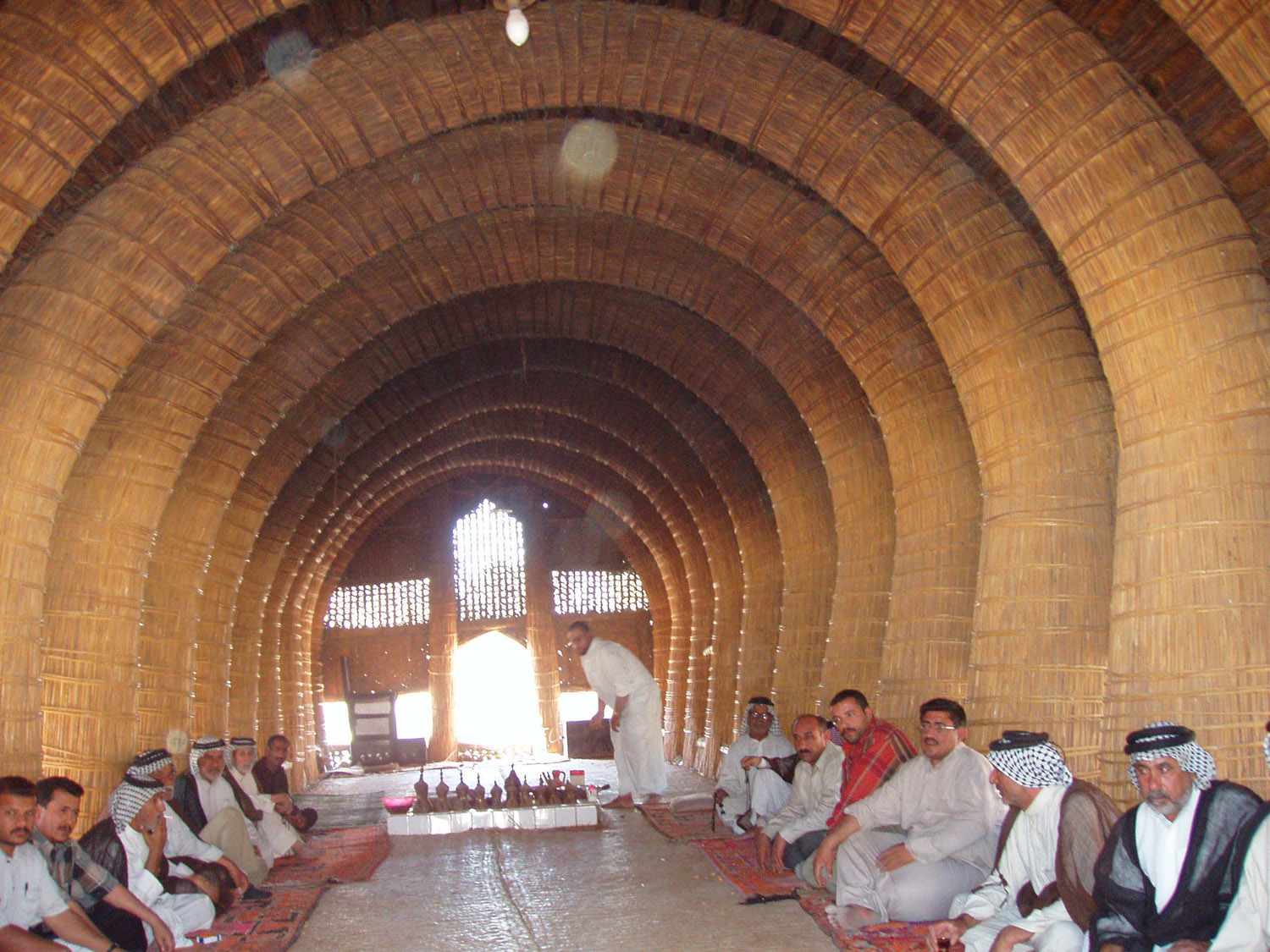
Interior de um mudhif (casa comunal)

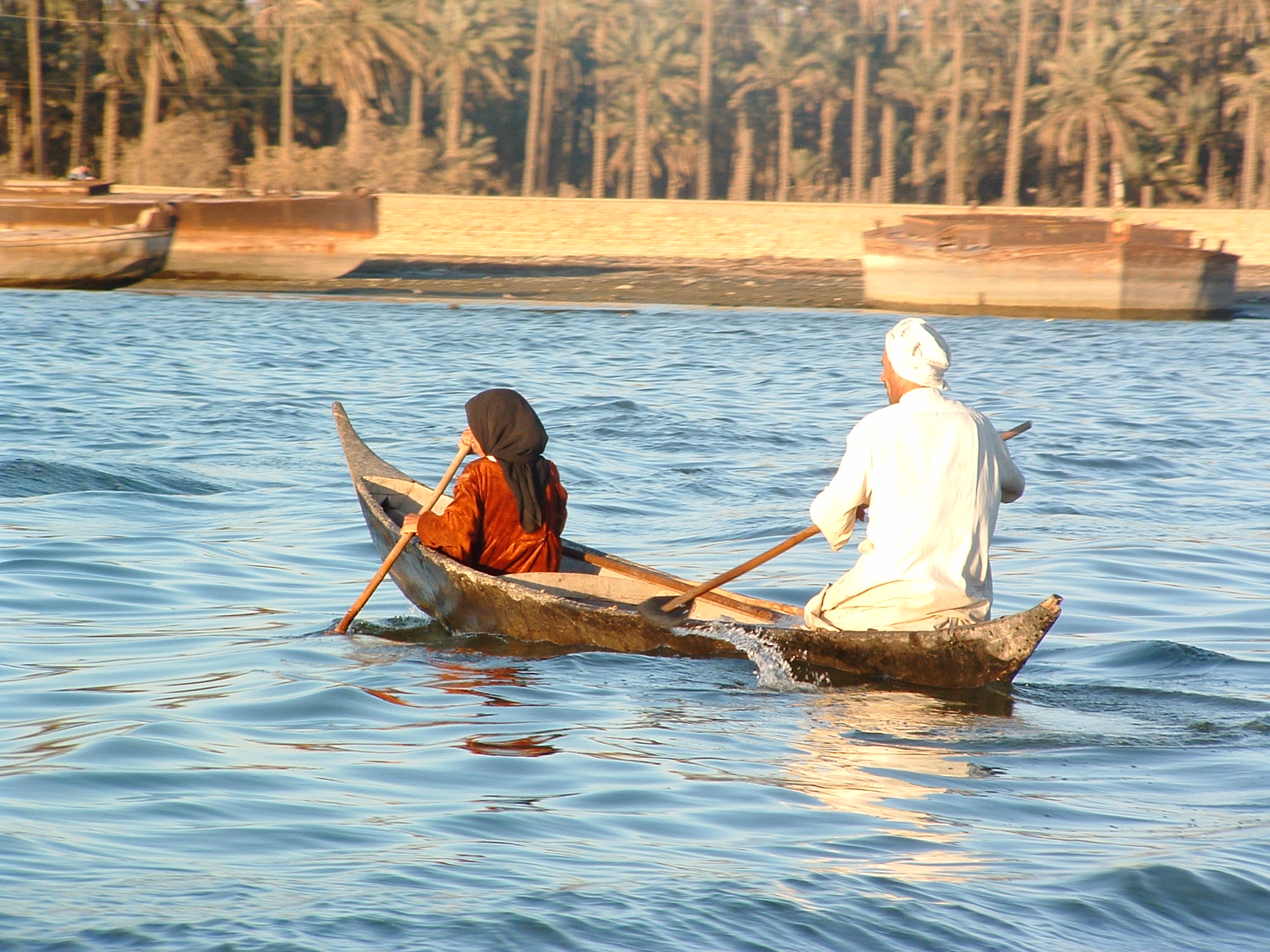
Um barco no rio Eufrates

Existiam mais de 250 mil habitantes vivendo nos pântanos de antes da Guerra Irã-Iraque, mas seu número diminuiu constantemente desde então. Após a fracassada da revolta de 1991, o Iraque sob Saddam Hussein decide drenar os pântanos para desalojar os rebeldes, caindo o número de habitantes a poucas dezenas de milhares de pessoas. Em 2003, beneficiando da ausência de autoridade central depois da queda de Saddam Hussein, alguns habitantes dos pântanos explodiram as barragens construídas pelo antigo regime. A reconquista das áreas úmidas tem sido apoiada pelo Programa das Nações Unidas para o Meio Ambiente em 2004.